# Synema luteovittatum
Synema luteovittatum es una especie de araña cangrejo del género Synema, familia Thomisidae, orden Araneae.

## Distribución
Esta especie se encuentra en Brasil.

## Taxonomía
Fue descrita por Keyserling en 1891.
Tratamiento taxonómico
La especie aparece registrada y publicada en Die Spinnen Amerikas. Brasilianische Spinnen. Bauer & Raspe, Nürnberg 3: 1–278.